# Districtul Lenti
Lenti (în maghiară Lenti járás) este un district în județul Zala, Ungaria.
Districtul are o suprafață de 624,12 km2 și o populație de 19.783 locuitori (2013).

## Localități
- Alsószenterzsébet
- Baglad
- Barlahida
- Belsősárd
- Bödeháza
- Csesztreg
- Csömödér
- Dobri
- Felsőszenterzsébet
- Gosztola
- Gáborjánháza
- Hernyék
- Iklódbördőce
- Kerkabarabás
- Kerkafalva
- Kerkakutas
- Kerkateskánd
- Kissziget
- Kozmadombja
- Kálócfa
- Kányavár
- Külsősárd
- Lendvadedes
- Lendvajakabfa
- Lenti
- Lovászi
- Magyarföld
- Mikekarácsonyfa
- Márokföld
- Nemesnép
- Nova
- Ortaháza
- Pusztaapáti
- Páka
- Pórszombat
- Pördefölde
- Ramocsa
- Resznek
- Rédics
- Szentgyörgyvölgy
- Szijártóháza
- Szilvágy
- Szécsisziget
- Tormafölde
- Tornyiszentmiklós
- Zalabaksa
- Zalaszombatfa
- Zebecke